# Робинсон, Сидней
Сидней Джон Робинсон (англ. Sidney John Robinson; 1 августа 1876, Нортгемптоншир — 3 февраля 1959, Лонг-Саттон, Линкольншир) — британский легкоатлет, чемпион и призёр летних Олимпийских игр 1900 года.

## Биография
Сидней Робинсон родился 1 августа 1876 года в Дентоне (Нортгемптоншир) в семье плотника Уильяма Робинсона.

### Спортсмен
В 1898 году Робинсон выиграл первый неофициальный Кросс наций.
Робинсон участвовал в трёх дисциплинах на Играх. Сначала, 15 июля, он занял второе место в беге на 2500 м с препятствиями. Затем, 16 июля, он стал третьим в беге на 400 м с препятствиями. 22 июля он участвовал в командной гонке на 5000 м. Робинсон занял шестое место, но в итоге его команда стала первой в этом соревновании.